# Liste du patrimoine immobilier classé de Tournai
Cette page regroupe l'ensemble du patrimoine immobilier classé de la ville belge de Tournai.
| Objet | Année de construction / Architecte | Adresse                                                            | Section communale | Coordonnées                      | Numéro d’inventaire | Illustration |
| --- | ---------------------------------- | ------------------------------------------------------------------ | ----------------- | -------------------------------- | ------------------- | --- |
| Cathédrale Notre-Dame de Tournai |                                    | Tournai                                                            |                   | 50° 36′ 23″ nord, 3° 23′ 20″ est | 57081-CLT-0002-01   | Cathédrale Notre-Dame de Tournai |
| L'église Saint-Brice à Tournai |                                    | Tournai                                                            |                   | 50° 36′ 29″ nord, 3° 23′ 42″ est | 57081-CLT-0005-01   | L'église Saint-Brice à Tournai |
| L'église Saint-Jacques à Tournai |                                    | Tournai                                                            |                   | 50° 36′ 32″ nord, 3° 23′ 05″ est | 57081-CLT-0006-01   | Église Saint-Jacques de Tournai |
| Ancienne église des Croisiers |                                    | Rue des Croisiers, Tournai                                         |                   | 50° 36′ 20″ nord, 3° 24′ 03″ est | 57081-CLT-0007-01   | Ancienne église des Croisiers |
| Chapelle Saint-Lazare (anciennement chapelle de la Léproserie du Val d'Orcq), située chaussée de Lille à Tournai |                                    | Chaussée de Lille, Tournai                                         |                   | 50° 36′ 17″ nord, 3° 22′ 14″ est | 57081-CLT-0008-01   | Chapelle Saint-Lazare (anciennement chapelle de la Léproserie du Val d'Orcq), située chaussée de Lille à Tournai |
| L'église Saint-Nicolas à Tournai |                                    | Tournai                                                            |                   | 50° 36′ 43″ nord, 3° 23′ 21″ est | 57081-CLT-0009-01   | L'église Saint-Nicolas à Tournai |
| Chapelle de l'Athénée Royal |                                    | Rue de Quesnoy, Tournai                                            |                   | 50° 36′ 34″ nord, 3° 23′ 48″ est | 57081-CLT-0010-01   | Chapelle de l'Athénée Royal |
| L'église Saint Quentin à Tournai |                                    | Tournai                                                            |                   | 50° 36′ 24″ nord, 3° 23′ 06″ est | 57081-CLT-0011-01   | L'église Saint Quentin à Tournai |
| L'église Saint-Piat à Tournai |                                    | Tournai                                                            |                   | 50° 36′ 17″ nord, 3° 23′ 33″ est | 57081-CLT-0012-01   | L'église Saint-Piat à Tournai |
| Tour et porche de l'église Sainte-Marguerite |                                    |                                                                    |                   | 50° 36′ 23″ nord, 3° 22′ 53″ est | 57081-CLT-0013-01   | Tour et porche de l'église Sainte-Marguerite |
| Tour de l'église Saint-Jean à Tournai |                                    | Tournai                                                            |                   | 50° 36′ 20″ nord, 3° 23′ 57″ est | 57081-CLT-0014-01   | Tour de l'église Saint-Jean à Tournai |
| L'église Sainte-Marie-Madeleine à Tournai |                                    | Tournai                                                            |                   | 50° 36′ 41″ nord, 3° 22′ 57″ est | 57081-CLT-0015-01   | L'église Sainte-Marie-Madeleine à Tournai |
| Maison de fondations, située rue de Marvis n°29 à Tournai |                                    | Rue de Marvis n°29, Tournai                                        |                   | 50° 36′ 26″ nord, 3° 24′ 00″ est | 57081-CLT-0016-01   | Maison de fondations, située rue de Marvis n°29 à Tournai |
| Ensemble formé par les tours, murs de courtine, jardins, plantations et restes de l'enceinte du XIIe siècle, de la ville de Tournai |                                    | Tournai                                                            |                   | 50° 36′ 07″ nord, 3° 24′ 00″ est | 57081-CLT-0025-01   | Ensemble formé par les tours, murs de courtine, jardins, plantations et restes de l'enceinte du XIIe siècle, de la ville de Tournai                                                                                   |
| Beffroi de Tournai |                                    |                                                                    |                   | 50° 36′ 21″ nord, 3° 23′ 17″ est | 57081-CLT-0034-01   | Beffroi de Tournai |
| Bibliothèque publique, anciennement Hôtel des Anciens Prêtres, situé Place de l'Eveché à Tournai |                                    | Place de l'Eveché, Tournai                                         |                   | 50° 36′ 26″ nord, 3° 23′ 18″ est | 57081-CLT-0035-01   | Bibliothèque publique, anciennement Hôtel des Anciens Prêtres, situé Place de l'Eveché à Tournai |
| Les parties du Couvent des Sœurs Noires à Tournai sis rue de l'Hôpital Notre-Dame, n°13 citées ci-après: |                                    | Rue de l'Hôpital Notre-Dame n°13, Tournai                          |                   | 50° 36′ 28″ nord, 3° 23′ 23″ est | 57081-CLT-0037-01   | Les parties du Couvent des Sœurs Noires à Tournai sis rue de l'Hôpital Notre-Dame, n°13 citées ci-après: |
| Immeuble situé rue de l'Hôpital Notre-Dame, n°14 (Académie des Beaux-Arts et des Arts Décoratifs) à Tournai |                                    | Rue de l'Hôpital Notre-Dame n°14, Tournai                          |                   | 50° 36′ 28″ nord, 3° 23′ 26″ est | 57081-CLT-0038-01   | Immeuble situé rue de l'Hôpital Notre-Dame, n°14 (Académie des Beaux-Arts et des Arts Décoratifs) à Tournai |
| L'ancien Mont-de-Piété de Tournai ainsi que sa tourelle (actuellement Musée archéologique),rue des Carmes n°8 à Tournai |                                    | Rue des Carmes n°8, Tournai                                        |                   | 50° 36′ 29″ nord, 3° 23′ 00″ est | 57081-CLT-0039-01   | L'ancien Mont-de-Piété de Tournai ainsi que sa tourelle (actuellement Musée archéologique),rue des Carmes n°8 à Tournai                                                                                               |
| Tour d'enceinte dite Tour Henri VIII |                                    | Rue du Rempart, tegenwoordig rue du Château n°30, Tournai          |                   | 50° 36′ 44″ nord, 3° 23′ 31″ est | 57081-CLT-0040-01   | Tour d'enceinte dite Tour Henri VIII |
| Partie des deux groupes de tours de l'enceinte du XIIIe siècle, à Tournai |                                    | Tournai                                                            |                   | 50° 36′ 08″ nord, 3° 24′ 04″ est | 57081-CLT-0041-01   | Partie des deux groupes de tours de l'enceinte du XIIIe siècle, à Tournai |
| Ancienne Halle-aux-Draps, actuellement Musée. |                                    | Tournai, Grand'Place N°56                                          |                   | 50° 36′ 22″ nord, 3° 23′ 10″ est | 57081-CLT-0043-01   | Ancienne Halle-aux-Draps, actuellement Musée. |
| Maison romane |                                    | Rue Barre-Saint-Brice n°10, Tournai                                |                   | 50° 36′ 29″ nord, 3° 23′ 39″ est | 57081-CLT-0046-01   | Maison romane |
| Maison romane, actuellement temple protestant (façade) |                                    | Rue Barre-Saint-Brice n°12-14, Tournai                             |                   | 50° 36′ 29″ nord, 3° 23′ 39″ est | 57081-CLT-0047-01   | Maison romane, actuellement temple protestant (façade) |
| Maison des Jésuites, rue des Jésuites, n°14 |                                    | Rue des Jésuites n°14                                              |                   | 50° 36′ 15″ nord, 3° 23′ 30″ est | 57081-CLT-0048-01   | Maison des Jésuites, rue des Jésuites, n°14 |
| Maison des Jésuites, rue des Jésuites, n°12 à Tournai |                                    | Rue des Jésuites n°12, Tournai                                     |                   | 50° 36′ 15″ nord, 3° 23′ 30″ est | 57081-CLT-0049-01   | Maison des Jésuites, rue des Jésuites, n°12 à Tournai |
| Tour Saint-Georges sise à Tournai rue Saint-Georges n°4/6 |                                    | Rue Saint-Georges n°4/6, Tournai                                   |                   | 50° 36′ 18″ nord, 3° 23′ 08″ est | 57081-CLT-0054-01   | Tour Saint-Georges sise à Tournai rue Saint-Georges n°4/6 |
| Tour du Cygne, située rue des Fossés, n°19 à Tournai (visible par l'impasse de la rue du Cygne) |                                    | Rue des Fossés n°19, Tournai                                       |                   | 50° 36′ 32″ nord, 3° 23′ 16″ est | 57081-CLT-0055-01   | Tour du Cygne, située rue des Fossés, n°19 à Tournai (visible par l'impasse de la rue du Cygne) |
| Maison des Jésuites, (façade) |                                    | Rue des Jésuites n°s 14 b-16                                       |                   | 50° 36′ 15″ nord, 3° 23′ 30″ est | 57081-CLT-0056-01   | Maison des Jésuites, (façade) |
| Immeuble dénommé Hôtel Boucher, sis n°44 rue Saint-Brice à Tournai |                                    | Saint-Brice n°44, Tournai                                          |                   | 50° 36′ 29″ nord, 3° 23′ 53″ est | 57081-CLT-0060-01   | Immeuble dénommé Hôtel Boucher, sis n°44 rue Saint-Brice à Tournai |
| Tour du Fort rouge, à Tournai |                                    | Tournai                                                            |                   | 50° 36′ 27″ nord, 3° 23′ 05″ est | 57081-CLT-0062-01   | Tour du Fort rouge, à Tournai |
| Les façades et les toitures, charpentes y compris, de la caserne des Sept Fontaines, sise rue Frinoise 33 à Tournai |                                    | Tournai                                                            |                   | 50° 36′ 40″ nord, 3° 22′ 48″ est | 57081-CLT-0064-01   | Les façades et les toitures, charpentes y compris, de la caserne des Sept Fontaines, sise rue Frinoise 33 à Tournai                                                                                                   |
| Salle des Concerts (M) ainsi que l'ensemble formé par cette salle et les immeubles inclus dans l'ilôt délimité par les rues Saint-Martin, des Primetiers et du Parc à Tournai (S) |                                    | Tournai                                                            |                   | 50° 36′ 18″ nord, 3° 23′ 17″ est | 57081-CLT-0068-01   | Salle des Concerts (M) ainsi que l'ensemble formé par cette salle et les immeubles inclus dans l'ilôt délimité par les rues Saint-Martin, des Primetiers et du Parc à Tournai (S)                                     |
| Drève de Maire, à Tournai, sur une largeur de 70 mètres entre alignements, se décomposant en une bande centrale de 20 mètres de largeur faisant partie du domaine public de l'État et en deux bandes latérales de 25 mètres de largeur faisant partie du domaine public communal |                                    | Tournai                                                            |                   | 50° 37′ 13″ nord, 3° 22′ 09″ est | 57081-CLT-0069-01   | Drève de Maire |
| Façade Louis XV de l'immeuble sis n°17 |                                    | Rue Saint-Jacques n°17, Tournai                                    |                   | 50° 36′ 34″ nord, 3° 23′ 05″ est | 57081-CLT-0070-01   | Façade Louis XV de l'immeuble sis n°17 |
| Le bâtiment principal et la chapelle de l'hospice des Sœurs de Charité, anciennement Séminaire Choiseul à Tournai |                                    | Tournai                                                            |                   | 50° 36′ 31″ nord, 3° 23′ 57″ est | 57081-CLT-0071-01   | Le bâtiment principal et la chapelle de l'hospice des Sœurs de Charité, anciennement Séminaire Choiseul à Tournai |
| Les façades et les toitures de la partie droite de l'ancien Séminaire de Choiseul, à Tournai |                                    | Tournai                                                            |                   | 50° 36′ 31″ nord, 3° 23′ 59″ est | 57081-CLT-0073-01   | Les façades et les toitures de la partie droite de l'ancien Séminaire de Choiseul, à Tournai |
| La façade et la toiture avant de l'immeuble sis rue de la Tête d'Or, n° 7 à Tournai |                                    | Rue de la Tête d'Or n° 7, Tournai                                  |                   | 50° 36′ 20″ nord, 3° 23′ 27″ est | 57081-CLT-0075-01   | La façade et la toiture avant de l'immeuble sis rue de la Tête d'Or, n° 7 à Tournai |
| Les façades et les toitures, côté place Reine Astrid et côté Parc de l'Hôtel de Ville, de l'immeuble Gorin, à Tournai |                                    | côté place Reine Astrid en côté Parc de l'Hôtel de Ville, Tournai  |                   | 50° 36′ 15″ nord, 3° 23′ 18″ est | 57081-CLT-0077-01   | Les façades et les toitures, côté place Reine Astrid et côté Parc de l'Hôtel de Ville, de l'immeuble Gorin, à Tournai                                                                                                 |
| Les façades et les toitures de l'immeuble sis rue du Marvis n°35 et 37 à Tournai |                                    | Rue du Marvis n°35 en 37, Tournai                                  |                   | 50° 36′ 26″ nord, 3° 24′ 01″ est | 57081-CLT-0078-01   | Les façades et les toitures de l'immeuble sis rue du Marvis n°35 et 37 à Tournai |
| Immeuble sis rue de la Madeleine n°2 à Tournai | XVIIe                              | Rue de la Madeleine n°2, Tournai                                   |                   | 50° 36′ 36″ nord, 3° 22′ 57″ est | 57081-CLT-0079-01   | Immeuble sis rue de la Madeleine n°2 à Tournai |
| Les façades et les toitures de l'immeuble sis rue des Sœurs Noires, n°31 à Tournai |                                    | Rue des Sœurs Noires n°31, Tournai                                 |                   | 50° 36′ 34″ nord, 3° 22′ 57″ est | 57081-CLT-0081-01   | Les façades et les toitures de l'immeuble sis rue des Sœurs Noires, n°31 à Tournai |
| Les façades et les toitures de l'immeuble sis rue du Floc à Brebis, n°13 à Tournai |                                    | Rue du Floc à Brebis n°13, Tournai                                 |                   | 50° 36′ 36″ nord, 3° 22′ 56″ est | 57081-CLT-0082-01   | Les façades et les toitures de l'immeuble sis rue du Floc à Brebis, n°13 à Tournai |
| Les façades et les toitures de l'immeuble sis rue Saint-Jacques, n°22 |                                    | Rue Saint-Jacques n°22                                             |                   | 50° 36′ 35″ nord, 3° 22′ 58″ est | 57081-CLT-0083-01   | Les façades et les toitures de l'immeuble sis rue Saint-Jacques, n°22 |
| Les façades et les toitures de l'Hôtel du Prince de la Tour d'Auvergne, sis Place de Lille n°4 à Tournai |                                    | Place de Lille n°4, Tournai                                        |                   | 50° 36′ 25″ nord, 3° 22′ 55″ est | 57081-CLT-0085-01   | Les façades et les toitures de l'Hôtel du Prince de la Tour d'Auvergne, sis Place de Lille n°4 à Tournai |
| Les façades et les toitures de l'immeuble situé rue des Puits l'Eau n° 23 à Tournai |                                    | Rue des Puits l'Eau n° 23, Tournai                                 |                   | 50° 36′ 22″ nord, 3° 23′ 31″ est | 57081-CLT-0086-01   | Les façades et les toitures de l'immeuble situé rue des Puits l'Eau n° 23 à Tournai |
| La Maison des Six Filles située rue des Six Filles dans le quartier Saint-Jean, à Tournai |                                    | Rue des Six Filles, in de wijk Saint-Jean, Tournai                 |                   | 50° 36′ 21″ nord, 3° 23′ 58″ est | 57081-CLT-0087-01   | La Maison des Six Filles située rue des Six Filles dans le quartier Saint-Jean, à Tournai |
| Les façades et les toitures de l'immeuble sis n°12 Place Clovis, à l'angle de cette place et de la rue Barre-Saint-Brice à Tournai |                                    | Place Clovis n°12, Tournai                                         |                   | 50° 36′ 30″ nord, 3° 23′ 40″ est | 57081-CLT-0089-01   | Les façades et les toitures de l'immeuble sis n°12 Place Clovis, à l'angle de cette place et de la rue Barre-Saint-Brice à Tournai                                                                                    |
| Hôtel de Ville et son entrée de la rue Saint-Martin |                                    | Rue Saint-Martin                                                   |                   | 50° 36′ 11″ nord, 3° 23′ 13″ est | 57081-CLT-0091-01   | Hôtel de Ville et son entrée de la rue Saint-Martin |
| Ensemble formé par l'Hôtel de Ville et le parc communal, à Tournai |                                    | Tournai                                                            |                   | 50° 36′ 13″ nord, 3° 23′ 10″ est | 57081-CLT-0092-01   | Ensemble formé par l'Hôtel de Ville et le parc communal, à Tournai |
| Musée des Beaux-Arts de l'Enclos Saint-Martin, à Tournai |                                    |                                                                    |                   | 50° 36′ 09″ nord, 3° 23′ 08″ est | 57081-CLT-0093-01   | Musée des Beaux-Arts de l'Enclos Saint-Martin, à Tournai |
| Tour du XVe siècle de l'église Saint-Pierre à Béclers |                                    | Béclers                                                            |                   | 50° 37′ 17″ nord, 3° 30′ 15″ est | 57081-CLT-0096-01   | Tour du XVe siècle de l'église Saint-Pierre à Béclers |
| Le chœur et la sacristie de l'église Saint-Amand à Ere |                                    | Ere                                                                |                   | 50° 34′ 56″ nord, 3° 22′ 02″ est | 57081-CLT-0098-01   | Le chœur et la sacristie de l'église Saint-Amand à Ere |
| Croix de pierre dénommée Croix Notre-Dame à Froidmont |                                    | Froidmont                                                          |                   | 50° 35′ 08″ nord, 3° 20′ 36″ est | 57081-CLT-0099-01   | Croix de pierre dénommée Croix Notre-Dame à Froidmont |
| Ensemble formé par le château de Beauregard, le parc et le centre touristique constitué par l'église, la drève de tilleuls qui y conduit, le vieux moulin à eau, les étangs et les terrains environnants, à Froyennes |                                    | Froyennes                                                          |                   | 50° 37′ 10″ nord, 3° 21′ 12″ est | 57081-CLT-0101-01   | Ensemble formé par le château de Beauregard, le parc et le centre touristique constitué par l'église, la drève de tilleuls qui y conduit, le vieux moulin à eau, les étangs et les terrains environnants, à Froyennes |
| Chapelle Notre-Dame de la Tombe, à Kain |                                    | Kain                                                               |                   | 50° 37′ 41″ nord, 3° 23′ 23″ est | 57081-CLT-0102-01   | Chapelle Notre-Dame de la Tombe, à Kain |
| Ensemble formé par la Chapelle Notre-Dame de la Paix et les deux tilleuls qui l'encadrent, à Orcq |                                    | Orcq                                                               |                   | 50° 36′ 15″ nord, 3° 21′ 10″ est | 57081-CLT-0103-01   | Ensemble formé par la Chapelle Notre-Dame de la Paix et les deux tilleuls qui l'encadrent, à Orcq |
| Ensemble formé par la Grand-Place, y compris le tilleul tricentenaire à Saint-Maur |                                    | Saint-Maur                                                         |                   | 50° 34′ 15″ nord, 3° 23′ 19″ est | 57081-CLT-0105-01   | Ensemble formé par la Grand-Place, y compris le tilleul tricentenaire à Saint-Maur |
| Château de Templeuve, à Templeuve |                                    | Templeuve                                                          |                   | 50° 38′ 41″ nord, 3° 17′ 03″ est | 57081-CLT-0108-01   | Château de Templeuve, à Templeuve |
| Ruines de l'ancien château, dit Château de Jules César à Vaulx-lez-Tournai |                                    | Vaulx-lez-Tournai                                                  |                   | 50° 35′ 22″ nord, 3° 25′ 39″ est | 57081-CLT-0110-01   | Ruines de l'ancien château, dit Château de Jules César à Vaulx-lez-Tournai |
| L'église Saint-Pierre (façade principale et nef centrale avec ses colonnes et ses arcades du XIVe s. ainsi que le carillon) à Vezon |                                    | Vezon                                                              |                   | 50° 34′ 08″ nord, 3° 30′ 03″ est | 57081-CLT-0111-01   | L'église Saint-Pierre (façade principale et nef centrale avec ses colonnes et ses arcades du XIVe s. ainsi que le carillon) à Vezon                                                                                   |
| Les façades, les toitures et les structures en bois, charpente comprise de la maison sise rue des Corriers 44, à Tournai |                                    | Rue des Corriers 44, Tournai                                       |                   | 50° 36′ 37″ nord, 3° 23′ 05″ est | 57081-CLT-0114-01   | Les façades, les toitures et les structures en bois, charpente comprise de la maison sise rue des Corriers 44, à Tournai                                                                                              |
| Les façades et les toitures de la maison sise rue des Carliers n°20, à Tournai |                                    | Rue des Carliers n°20, Tournai                                     |                   | 50° 36′ 20″ nord, 3° 23′ 35″ est | 57081-CLT-0115-01   | Les façades et les toitures de la maison sise rue des Carliers n°20, à Tournai |
| Les façades et les toitures de la maison sise rue des Carliers n°24 à Tournai |                                    | Rue des Carliers n°24, Tournai                                     |                   | 50° 36′ 20″ nord, 3° 23′ 34″ est | 57081-CLT-0116-01   | Les façades et les toitures de la maison sise rue des Carliers n°24 à Tournai |
| Les façades et les toitures de la maison sise rue Haigne n°17 à Tournai |                                    | Rue Haigne n°17, Tournai                                           |                   | 50° 36′ 23″ nord, 3° 23′ 48″ est | 57081-CLT-0118-01   | Image manquanteTéléverser |
| La totalité de l'édifice, y compris les châssis et les boiseries, de la maison sise rue Cambron n°s 29-31-33, à Tournai |                                    | Rue Cambron n°s 29-31-33, Tournai                                  |                   | 50° 36′ 26″ nord, 3° 23′ 42″ est | 57081-CLT-0119-01   | La totalité de l'édifice, y compris les châssis et les boiseries, de la maison sise rue Cambron n°s 29-31-33, à Tournai                                                                                               |
| La façade arrière et la toiture de l'immeuble sis rue Saint-Martin, n° 24 à Tournai |                                    | Rue Saint-Martin n° 24, Tournai                                    |                   | 50° 36′ 17″ nord, 3° 23′ 14″ est | 57081-CLT-0120-01   | La façade arrière et la toiture de l'immeuble sis rue Saint-Martin, n° 24 à Tournai |
| Jardin de l'immeuble Gorin, à Tournai |                                    | Tournai                                                            |                   | 50° 36′ 15″ nord, 3° 23′ 18″ est | 57081-CLT-0121-01   | Jardin de l'immeuble Gorin, à Tournai |
| Les façades et les toitures de l'hôtel Duquesne, sis rue Saint-Martin, 28 à Tournai (M) ainsi que l'ensemble formé par cet édifice et son jardin (S) |                                    | Rue Saint-Martin 28, Tournai                                       |                   | 50° 36′ 16″ nord, 3° 23′ 15″ est | 57081-CLT-0122-01   | Les façades et les toitures de l'hôtel Duquesne, sis rue Saint-Martin, 28 à Tournai (M) ainsi que l'ensemble formé par cet édifice et son jardin (S)                                                                  |
| Le four à chaux sis rue de la Lys, à Tournai |                                    | Rue de la Lys, Tournai                                             |                   | 50° 35′ 56″ nord, 3° 24′ 29″ est | 57081-CLT-0123-01   | Le four à chaux sis rue de la Lys, à Tournai |
| Les façades et les toitures de l'immeuble sis rue de l'Arbalète n°9 à Tournai |                                    | Rue de l'Arbalète n°9, Tournai                                     |                   | 50° 36′ 28″ nord, 3° 23′ 22″ est | 57081-CLT-0124-01   | Les façades et les toitures de l'immeuble sis rue de l'Arbalète n°9 à Tournai |
| les façades et toitures de tous les bâtiments (y compris l'ancien fournil) du château de Baudignies, à Tournai (M) ainsi que l'ensemble formé par ce château et ses abords (S) |                                    |                                                                    |                   | 50° 38′ 39″ nord, 3° 26′ 18″ est | 57081-CLT-0125-01   | les façades et toitures de tous les bâtiments (y compris l'ancien fournil) du château de Baudignies, à Tournai (M) ainsi que l'ensemble formé par ce château et ses abords (S)                                        |
| Le pavillon de style Empire situé rue des Jésuites n°55 à Tournai |                                    | Rue des Jésuites n°55, Tournai                                     |                   | 50° 36′ 12″ nord, 3° 23′ 20″ est | 57081-CLT-0126-01   | Le pavillon de style Empire situé rue des Jésuites n°55 à Tournai |
| Façades et toitures de la maison sise place de Lille, n°16 à Tournai |                                    |                                                                    |                   | 50° 36′ 23″ nord, 3° 22′ 51″ est | 57081-CLT-0127-01   | Façades et toitures de la maison sise place de Lille, n°16 à Tournai |
| Les façades et les toitures de l'immeuble sis rue Saint Martin n°47 à Tournai (M) ainsi que l'ensemble formé par cet édifice et le jardin (S) |                                    | Rue Saint Martin n°47, Tournai                                     |                   | 50° 36′ 18″ nord, 3° 23′ 11″ est | 57081-CLT-0129-01   | Les façades et les toitures de l'immeuble sis rue Saint Martin n°47 à Tournai (M) ainsi que l'ensemble formé par cet édifice et le jardin (S)                                                                         |
| Les façades, les charpentes et les toitures des immeubles sis quai Notre-Dame n°30 à Tournai | XVIIe                              | quai Notre-Dame n°30, Tournai                                      |                   | 50° 36′ 31″ nord, 3° 23′ 25″ est | 57081-CLT-0131-01   | Les façades, les charpentes et les toitures des immeubles sis quai Notre-Dame n°30 à Tournai |
| Les façades, les charpentes et les toitures de l'immeuble sis quai Notre-Dame n°9 à Tournai | XVIIe                              | quai Notre-Dame n°9, Tournai                                       |                   | 50° 36′ 34″ nord, 3° 23′ 19″ est | 57081-CLT-0132-01   | Les façades, les charpentes et les toitures de l'immeuble sis quai Notre-Dame n°9 à Tournai |
| Les façades, les charpentes et les toitures des immeubles sis quai Notre-Dame n°10 à Tournai | XVIIe siècle                       | quai Notre-Dame n°10, Tournai                                      |                   | 50° 36′ 34″ nord, 3° 23′ 20″ est | 57081-CLT-0133-01   | Les façades, les charpentes et les toitures des immeubles sis quai Notre-Dame n°10 à Tournai |
| Les façades, les charpentes et les toitures des immeubles sis quai Notre-Dame n°11 à Tournai | XVIIe                              | quai Notre-Dame n°11, Tournai                                      |                   | 50° 36′ 33″ nord, 3° 23′ 20″ est | 57081-CLT-0134-01   | Les façades, les charpentes et les toitures des immeubles sis quai Notre-Dame n°11 à Tournai |
| Les façades, les charpentes et les toitures de l'immeuble sis quai Notre-Dame n°12/13 à Tournai | XVIIe                              | quai Notre-Dame n°12/13, Tournai                                   |                   | 50° 36′ 33″ nord, 3° 23′ 20″ est | 57081-CLT-0135-01   | Les façades, les charpentes et les toitures de l'immeuble sis quai Notre-Dame n°12/13 à Tournai |
| Les façades, les charpentes et les toitures des immeubles sis quai Notre-Dame n° 19/19b à Tournai | XVIIe                              | quai Notre-Dame n° 19/19b, Tournai                                 |                   | 50° 36′ 33″ nord, 3° 23′ 22″ est | 57081-CLT-0136-01   | Les façades, les charpentes et les toitures des immeubles sis quai Notre-Dame n° 19/19b à Tournai |
| Les façades, les charpentes et les toitures des immeubles sis quai Notre-Dame n°20 à Tournai | XVIIe                              | quai Notre-Dame n°20, Tournai                                      |                   | 50° 36′ 32″ nord, 3° 23′ 22″ est | 57081-CLT-0137-01   | Les façades, les charpentes et les toitures des immeubles sis quai Notre-Dame n°20 à Tournai |
| Les façades, les charpentes et les toitures de l'immeuble sis quai Notre-Dame n°21 à Tournai | XVIIe                              | quai Notre-Dame n°21, Tournai                                      |                   | 50° 36′ 32″ nord, 3° 23′ 22″ est | 57081-CLT-0138-01   | Les façades, les charpentes et les toitures de l'immeuble sis quai Notre-Dame n°21 à Tournai |
| Les façades, les charpentes et les toitures de l'immeuble sis quai Notre-Dame n°22, Tournai | XVIIe                              | quai Notre-Dame n°22, Tournai                                      |                   | 50° 36′ 32″ nord, 3° 23′ 23″ est | 57081-CLT-0139-01   | Les façades, les charpentes et les toitures de l'immeuble sis quai Notre-Dame n°22, Tournai |
| Les façades, les charpentes et les toitures de l'immeuble sis quai Notre-Dame n°23 à Tournai | XVIIe                              | quai Notre-Dame n°23, Tournai                                      |                   | 50° 36′ 32″ nord, 3° 23′ 23″ est | 57081-CLT-0140-01   | Les façades, les charpentes et les toitures de l'immeuble sis quai Notre-Dame n°23 à Tournai |
| Les façades, les charpentes et les toitures de l'immeuble sis quai Notre-Dame n°24 à Tournai | XVIIe siècle                       | quai Notre-Dame n°24, Tournai                                      |                   | 50° 36′ 32″ nord, 3° 23′ 23″ est | 57081-CLT-0141-01   | Les façades, les charpentes et les toitures de l'immeuble sis quai Notre-Dame n°24 à Tournai |
| Les façades, les charpentes et les toitures de l'immeuble sis quai Notre-Dame n°8 à Tournai | XVIIe                              | quai Notre-Dame n°8, Tournai                                       |                   | 50° 36′ 34″ nord, 3° 23′ 19″ est | 57081-CLT-0142-01   | Les façades, les charpentes et les toitures de l'immeuble sis quai Notre-Dame n°8 à Tournai |
| Les façades, les charpentes et les toitures de l'immeuble sis quai Notre-Dame n°29 à Tournai | Fin XVIIe siècle                   | quai Notre-Dame n°29, Tournai                                      |                   | 50° 36′ 31″ nord, 3° 23′ 25″ est | 57081-CLT-0143-01   | Les façades, les charpentes et les toitures de l'immeuble sis quai Notre-Dame n°29 à Tournai |
| Les façades, les charpentes et les toitures de l'immeuble sis quai Notre-Dame n°31 à Tournai | Fin XVIIe Siècle                   | quai Notre-Dame n°31, Tournai                                      |                   | 50° 36′ 31″ nord, 3° 23′ 25″ est | 57081-CLT-0144-01   | Les façades, les charpentes et les toitures de l'immeuble sis quai Notre-Dame n°31 à Tournai |
| Les façades, les charpentes et les toitures de l'immeuble sis quai Notre-Dame n°33 à Tournai | Fin du XVIIe Siècle                | quai Notre-Dame n°33, Tournai                                      |                   | 50° 36′ 30″ nord, 3° 23′ 25″ est | 57081-CLT-0145-01   | Les façades, les charpentes et les toitures de l'immeuble sis quai Notre-Dame n°33 à Tournai |
| Les façades, les charpentes et les toitures de l'immeuble sis quai Notre-Dame n°s 34/35 à Tournai | Fin XVIIe Siècle                   | quai Notre-Dame n°s 34/35, Tournai                                 |                   | 50° 36′ 30″ nord, 3° 23′ 25″ est | 57081-CLT-0146-01   | Les façades, les charpentes et les toitures de l'immeuble sis quai Notre-Dame n°s 34/35 à Tournai |
| Les façades, les charpentes et les toitures de l'immeuble sis quai Notre-Dame n°s 36/37 à Tournai | Fin XVIIe Siècle                   | quai Notre-Dame n°s 36/37, Tournai                                 |                   | 50° 36′ 30″ nord, 3° 23′ 26″ est | 57081-CLT-0147-01   | Les façades, les charpentes et les toitures de l'immeuble sis quai Notre-Dame n°s 36/37 à Tournai |
| Les façades, les charpentes et les toitures de l'immeuble sis quai Notre-Dame n° 38 à Tournai | Fin XVIIe Siècle                   | quai Notre-Dame n° 38, Tournai                                     |                   | 50° 36′ 30″ nord, 3° 23′ 26″ est | 57081-CLT-0148-01   | Les façades, les charpentes et les toitures de l'immeuble sis quai Notre-Dame n° 38 à Tournai |
| Les façades, les charpentes et les toitures de l'immeuble sis quai Vifquin n°12 n° à Tournai |                                    | quai Vifquin n°12, Tournai                                         |                   | 50° 36′ 24″ nord, 3° 23′ 40″ est | 57081-CLT-0149-01   | Les façades, les charpentes et les toitures de l'immeuble sis quai Vifquin n°12 n° à Tournai |
| Les façades, les charpentes et les toitures de l'immeuble sis quai Marché-aux-Poissons n°8A/8B à Tournai |                                    | quai Marché-aux-Poissons n°8A/8B, Tournai                          |                   | 50° 36′ 28″ nord, 3° 23′ 29″ est | 57081-CLT-0150-01   | Les façades, les charpentes et les toitures de l'immeuble sis quai Marché-aux-Poissons n°8A/8B à Tournai |
| Les façades, les charpentes et les toitures de l'immeuble sis Quai Marché-aux-Poissons, n°18 |                                    | Quai Marché-aux-Poissons, n°18                                     |                   | 50° 36′ 26″ nord, 3° 23′ 30″ est | 57081-CLT-0151-01   | Les façades, les charpentes et les toitures de l'immeuble sis Quai Marché-aux-Poissons, n°18 |
| Les façades, les charpentes et les toitures de l'immeuble sis quai Marché-aux-Poissons n°22 |                                    | Marché-aux-Poissons n°22                                           |                   | 50° 36′ 25″ nord, 3° 23′ 31″ est | 57081-CLT-0152-01   | Les façades, les charpentes et les toitures de l'immeuble sis quai Marché-aux-Poissons n°22 |
| Les façades, les charpentes et les toitures de l'immeuble sis quai Marché-aux-Poissons n° 23 |                                    | quai Marché-aux-Poissons n° 23                                     |                   | 50° 36′ 25″ nord, 3° 23′ 31″ est | 57081-CLT-0153-01   | Les façades, les charpentes et les toitures de l'immeuble sis quai Marché-aux-Poissons n° 23 |
| Les façades, les charpentes et les toitures de l'immeuble sis quai Staline, n°6 (actuellement quai Sakharov, n°6) |                                    | quai Staline n°6, tegenwoordig quai Sakharov n°6                   |                   | 50° 36′ 40″ nord, 3° 23′ 15″ est | 57081-CLT-0154-01   | Les façades, les charpentes et les toitures de l'immeuble sis quai Staline, n°6 (actuellement quai Sakharov, n°6) |
| Les façades, les charpentes et les toitures de l'immeuble sis quai des Poissonsceaux, n°2 et à l'angle de la rue des Carliers, n°2 |                                    | quai des Poissonsceaux n°2 en op de hoek van rue des Carliers, n°2 |                   | 50° 36′ 22″ nord, 3° 23′ 37″ est | 57081-CLT-0155-01   | Les façades, les charpentes et les toitures de l'immeuble sis quai des Poissonsceaux, n°2 et à l'angle de la rue des Carliers, n°2                                                                                    |
| Les façades, les charpentes et les toitures de l'immeuble sis quai des Poissonsceaux, n°8 |                                    | quai des Poissonsceaux n°8                                         |                   | 50° 36′ 22″ nord, 3° 23′ 37″ est | 57081-CLT-0156-01   | Les façades, les charpentes et les toitures de l'immeuble sis quai des Poissonsceaux, n°8 |
| Les façades, les charpentes et les toitures de l'immeuble sis quai des Poissonsceaux, n°s 24-26 |                                    | quai des Poissonsceaux n°s 24-2                                    |                   | 50° 36′ 19″ nord, 3° 23′ 44″ est | 57081-CLT-0157-01   | Les façades, les charpentes et les toitures de l'immeuble sis quai des Poissonsceaux, n°s 24-26 |
| Les façades, les charpentes et les toitures de l'immeuble sis rue des Puits-l'Eau, n°11, à l'angle de la rue de la Triperie |                                    | Rue des Puits-l'Eau n°11, op de hoek van rue de la Triperie        |                   | 50° 36′ 23″ nord, 3° 23′ 32″ est | 57081-CLT-0158-01   | Les façades, les charpentes et les toitures de l'immeuble sis rue des Puits-l'Eau, n°11, à l'angle de la rue de la Triperie                                                                                           |
| Les façades, les charpentes et les toitures de l'immeuble sis quai des Salines, n°12 |                                    | quai des Salines n°12                                              |                   | 50° 36′ 37″ nord, 3° 23′ 10″ est | 57081-CLT-0159-01   | Les façades, les charpentes et les toitures de l'immeuble sis quai des Salines, n°12 |
| Les façades, les charpentes et les toitures de l'immeuble sis quai des Salines, n°14 | XIXe                               | quai des Salines n°14                                              |                   | 50° 36′ 38″ nord, 3° 23′ 10″ est | 57081-CLT-0160-01   | Les façades, les charpentes et les toitures de l'immeuble sis quai des Salines, n°14 |
| Les façades, les charpentes et les toitures de l'immeuble sis quai Taille-Pierres, n°1 |                                    | quai Taille-Pierres n°1                                            |                   | 50° 36′ 18″ nord, 3° 23′ 45″ est | 57081-CLT-0161-01   | Les façades, les charpentes et les toitures de l'immeuble sis quai Taille-Pierres, n°1 |
| Les façades, les charpentes et les toitures de l'immeuble sis quai Taille-Pierres, n°3a-3b |                                    | quai Taille-Pierres n°3a-3b                                        |                   | 50° 36′ 18″ nord, 3° 23′ 46″ est | 57081-CLT-0162-01   | Les façades, les charpentes et les toitures de l'immeuble sis quai Taille-Pierres, n°3a-3b |
| Les façades, les charpentes et les toitures de l'immeuble sis quai Dumon, n°1 |                                    | quai Dumon n°1                                                     |                   | 50° 36′ 35″ nord, 3° 23′ 24″ est | 57081-CLT-0163-01   | Les façades, les charpentes et les toitures de l'immeuble sis quai Dumon, n°1 |
| Les façades, les charpentes et les toitures de l'immeuble sis quai Dumon, n°2 | début XIXe siècle                  | quai Dumon n°2                                                     |                   | 50° 36′ 36″ nord, 3° 23′ 23″ est | 57081-CLT-0164-01   | Les façades, les charpentes et les toitures de l'immeuble sis quai Dumon, n°2 |
| Les façades, les charpentes et les toitures de l'immeuble sis quai Vifquin, n°19 |                                    | quai Vifquin n°19                                                  |                   | 50° 36′ 23″ nord, 3° 23′ 41″ est | 57081-CLT-0165-01   | Les façades, les charpentes et les toitures de l'immeuble sis quai Vifquin, n°19 |
| Les façades, les charpentes et les toitures de l'immeuble sis quai Vifquin, n°26 |                                    | quai Vifquin n°26                                                  |                   | 50° 36′ 21″ nord, 3° 23′ 44″ est | 57081-CLT-0166-01   | Les façades, les charpentes et les toitures de l'immeuble sis quai Vifquin, n°26 |
| Les façades, les charpentes et les toitures de l'immeuble sis quai Vifquin, n°30 |                                    | quai Vifquin n°30                                                  |                   | 50° 36′ 21″ nord, 3° 23′ 45″ est | 57081-CLT-0167-01   | Les façades, les charpentes et les toitures de l'immeuble sis quai Vifquin, n°30 |
| Les façades, les charpentes et les toitures de l'immeuble sis quai Notre-Dame, n°39 et rue de l'hôpital Notre-Dame, n°s 1-3-5-7. |                                    | quai Notre-Dame n°39 et rue de l'hôpital Notre-Dame N°s 1-3-5-7    |                   | 50° 36′ 30″ nord, 3° 23′ 26″ est | 57081-CLT-0168-01   | Les façades, les charpentes et les toitures de l'immeuble sis quai Notre-Dame, n°39 et rue de l'hôpital Notre-Dame, n°s 1-3-5-7.                                                                                      |
| Les façades, les charpentes et les toitures de l'immeuble sis rue de la Triperie, n°11 |                                    | Rue de la Triperie n°11                                            |                   | 50° 36′ 24″ nord, 3° 23′ 32″ est | 57081-CLT-0169-01   | Les façades, les charpentes et les toitures de l'immeuble sis rue de la Triperie, n°11 |
| Les façades, les charpentes et les toitures de l'immeuble sis rue de la Triperie, n°s 13-15 |                                    | Rue de la Triperie n°s 13-15                                       |                   | 50° 36′ 23″ nord, 3° 23′ 32″ est | 57081-CLT-0170-01   | Les façades, les charpentes et les toitures de l'immeuble sis rue de la Triperie, n°s 13-15 |
| Les façades, les charpentes et les toitures de l'immeuble sis quai Notre-Dame, n°26 |                                    | quai Notre-Dame n°26                                               |                   | 50° 36′ 31″ nord, 3° 23′ 24″ est | 57081-CLT-0171-01   | Les façades, les charpentes et les toitures de l'immeuble sis quai Notre-Dame, n°26 |
| Les façades, les charpentes et les toitures de l'immeuble sis quai Notre-Dame, n°27 |                                    | quai Notre-Dame n°27                                               |                   | 50° 36′ 31″ nord, 3° 23′ 24″ est | 57081-CLT-0172-01   | Les façades, les charpentes et les toitures de l'immeuble sis quai Notre-Dame, n°27 |
| Les façades, les charpentes et les toitures de l'immeuble sis quai Notre-Dame, n°30b | Fin XVIIe                          | quai Notre-Dame n°30b                                              |                   | 50° 36′ 31″ nord, 3° 23′ 25″ est | 57081-CLT-0173-01   | Les façades, les charpentes et les toitures de l'immeuble sis quai Notre-Dame, n°30b |
| Les façades, les charpentes et les toitures de l'immeuble sis quai des Salines, n°19 |                                    | quai des Salines n°19                                              |                   | 50° 36′ 39″ nord, 3° 23′ 08″ est | 57081-CLT-0174-01   | Les façades, les charpentes et les toitures de l'immeuble sis quai des Salines, n°19 |
| Les façades, les charpentes et les toitures de l'immeuble sis quai des Salines, n°26 |                                    | quai des Salines n°26                                              |                   | 50° 36′ 40″ nord, 3° 23′ 06″ est | 57081-CLT-0175-01   | Les façades, les charpentes et les toitures de l'immeuble sis quai des Salines, n°26 |
| Les façades, les charpentes et les toitures de l'immeuble sis quai des Salines, n°27 |                                    | quai des Salines n°27                                              |                   | 50° 36′ 41″ nord, 3° 23′ 06″ est | 57081-CLT-0176-01   | Les façades, les charpentes et les toitures de l'immeuble sis quai des Salines, n°27 |
| Les façades, les charpentes et les toitures de l'immeuble sis quai des Salines, n°28 |                                    | quai des Salines n°28                                              |                   | 50° 36′ 41″ nord, 3° 23′ 05″ est | 57081-CLT-0177-01   | Les façades, les charpentes et les toitures de l'immeuble sis quai des Salines, n°28 |
| Les façades, les charpentes et les toitures de l'immeuble sis quai des Salines, n°s 30-30a |                                    | quai des Salines n°s 30-30a                                        |                   | 50° 36′ 42″ nord, 3° 23′ 03″ est | 57081-CLT-0178-01   | Les façades, les charpentes et les toitures de l'immeuble sis quai des Salines, n°s 30-30a |
| Les façades, les charpentes et les toitures de l'immeuble sis rue de Glategnies, n°27 |                                    | Rue de Glategnies, n°27                                            |                   | 50° 36′ 24″ nord, 3° 23′ 52″ est | 57081-CLT-0179-01   | Les façades, les charpentes et les toitures de l'immeuble sis rue de Glategnies, n°27 |
| Les façades, les charpentes et les toitures de l'immeuble sis rue de Glategnies, n°29 |                                    | Rue de Glategnies n°29                                             |                   | 50° 36′ 24″ nord, 3° 23′ 52″ est | 57081-CLT-0180-01   | Les façades, les charpentes et les toitures de l'immeuble sis rue de Glategnies, n°29 |
| Les façades, les charpentes et les toitures de l'immeuble sis quai Notre-Dame, n°28 | XVIIe                              | quai Notre-Dame n°28                                               |                   | 50° 36′ 31″ nord, 3° 23′ 24″ est | 57081-CLT-0181-01   | Les façades, les charpentes et les toitures de l'immeuble sis quai Notre-Dame, n°28 |
| Les façades, les charpentes et les toitures de l'immeuble sis quai Taille-Pierres, n°19 |                                    | quai Taille-Pierres n°19                                           |                   | 50° 36′ 13″ nord, 3° 23′ 50″ est | 57081-CLT-0183-01   | Les façades, les charpentes et les toitures de l'immeuble sis quai Taille-Pierres, n°19 |
| Les façades, les charpentes et les toitures de l'immeuble sis quai Taille-Pierres, n°17 |                                    | quai Taille-Pierres n°17                                           |                   | 50° 36′ 13″ nord, 3° 23′ 50″ est | 57081-CLT-0184-01   | Les façades, les charpentes et les toitures de l'immeuble sis quai Taille-Pierres, n°17 |
| Les façades, les charpentes et les toitures de l'immeuble sis quai Taille-Pierres, n°s 11-12 |                                    | quai Taille-Pierres n°s 11-12                                      |                   | 50° 36′ 15″ nord, 3° 23′ 48″ est | 57081-CLT-0185-01   | Image manquanteTéléverser |
| Les façades, les charpentes et les toitures de l'immeuble sis quai Taille-Pierres, n°15 |                                    | quai Taille-Pierres n°15                                           |                   | 50° 36′ 13″ nord, 3° 23′ 49″ est | 57081-CLT-0186-01   | Les façades, les charpentes et les toitures de l'immeuble sis quai Taille-Pierres, n°15 |
| Les façades, les charpentes et les toitures de l'immeuble sis quai Taille-Pierres, n°18 |                                    | quai Taille-Pierres n°18                                           |                   | 50° 36′ 13″ nord, 3° 23′ 50″ est | 57081-CLT-0187-01   | Les façades, les charpentes et les toitures de l'immeuble sis quai Taille-Pierres, n°18 |
| Ensemble formé de divers bâtiments |                                    | Rue d'En-Bas                                                       |                   | 50° 35′ 43″ nord, 3° 24′ 24″ est | 57081-CLT-0188-01   | Image manquanteTéléverser |
| Extension du site formé par divers bâtiments situés rue d'En-Bas |                                    | Rue d'En-Bas                                                       |                   | 50° 35′ 45″ nord, 3° 24′ 23″ est | 57081-CLT-0189-01   | Image manquanteTéléverser |
| Les façades et les toitures de l'immeuble sis rue des Jésuites, n°19 |                                    | Rue des Jésuites n°19                                              |                   | 50° 36′ 16″ nord, 3° 23′ 30″ est | 57081-CLT-0190-01   | Les façades et les toitures de l'immeuble sis rue des Jésuites, n°19 |
| La façade avant et la toiture de la maison sise rue Saint-Martin, n°30 |                                    | Rue Saint-Martin n°30                                              |                   | 50° 36′ 16″ nord, 3° 23′ 13″ est | 57081-CLT-0191-01   | La façade avant et la toiture de la maison sise rue Saint-Martin, n°30 |
| La façade avant et la totalité de la toiture de l'immeuble sis rue de la Tête d'Or, n°3 |                                    | Rue de la Tête d'Or n°3                                            |                   | 50° 36′ 21″ nord, 3° 23′ 27″ est | 57081-CLT-0193-01   | La façade avant et la totalité de la toiture de l'immeuble sis rue de la Tête d'Or, n°3 |
| Les façades, les charpentes et les toitures de l'immeuble sis quai Taille-Pierres, n°9 |                                    | quai Taille-Pierres n°9                                            |                   | 50° 36′ 16″ nord, 3° 23′ 48″ est | 57081-CLT-0195-01   | Image manquanteTéléverser |
| Les façades, les charpentes et les toitures de l'immeuble sis quai Taille-Pierres, n°22 |                                    | quai Taille-Pierres n°22                                           |                   | 50° 36′ 12″ nord, 3° 23′ 51″ est | 57081-CLT-0196-01   | Les façades, les charpentes et les toitures de l'immeuble sis quai Taille-Pierres, n°22 |
| Les façades et les toitures de l'immeuble sis rue des Récollets, n°40 ainsi que le mur situé à droite de la porte d'entrée, |                                    | Rue des Récollets n°40                                             |                   | 50° 36′ 10″ nord, 3° 23′ 50″ est | 57081-CLT-0197-01   | Les façades et les toitures de l'immeuble sis rue des Récollets, n°40 ainsi que le mur situé à droite de la porte d'entrée,                                                                                           |
| Les façades, les charpentes et les toitures de l'immeuble sis quai Vifquin, n°18 |                                    | quai Vifquin n°18                                                  |                   | 50° 36′ 23″ nord, 3° 23′ 41″ est | 57081-CLT-0198-01   | Les façades, les charpentes et les toitures de l'immeuble sis quai Vifquin, n°18 |
| Grand Séminaire, anciennement Couvent des Jésuites (façades et toitures) (M) et les jardins du Grand Séminaire (S) |                                    | Rue des Jésuites, n°28                                             |                   | 50° 36′ 13″ nord, 3° 23′ 30″ est | 57081-CLT-0199-01   | Grand Séminaire, anciennement Couvent des Jésuites (façades et toitures) (M) et les jardins du Grand Séminaire (S) |
| Maison (façades, toitures et escalier intérieur) |                                    | Rue de l'Ecorcherie n°41                                           |                   | 50° 36′ 43″ nord, 3° 22′ 58″ est | 57081-CLT-0200-01   | Maison (façades, toitures et escalier intérieur) |
| Ancien hôtel des pompiers : façades sur cour et sur rue, façade arrière et façade de l'aile latérale gauche jusqu'à la rue de la Lanterne; toitures |                                    | Rue de l'Hôpital Notre-Dame, n°16                                  |                   | 50° 36′ 27″ nord, 3° 23′ 24″ est | 57081-CLT-0201-01   | Ancien hôtel des pompiers : façades sur cour et sur rue, façade arrière et façade de l'aile latérale gauche jusqu'à la rue de la Lanterne; toitures                                                                   |
| L'église Saint-Thomas à Maulde |                                    | Maulde                                                             |                   | 50° 37′ 01″ nord, 3° 32′ 55″ est | 57081-CLT-0202-01   | L'église Saint-Thomas à Maulde |
| Les façades et toitures de l'immeuble sis rue Sainte-Catherine, n°32 (actuellement école; anciennement hospice de la Vieillesse) |                                    | Rue Sainte-Catherine n°32                                          |                   | 50° 36′ 08″ nord, 3° 23′ 50″ est | 57081-CLT-0203-01   | Les façades et toitures de l'immeuble sis rue Sainte-Catherine, n°32 (actuellement école; anciennement hospice de la Vieillesse)                                                                                      |
| Les façades, charpentes et toitures de l'immeuble sis rue Saint-Martin, n°42 (Ancien hôtel des artilleurs) |                                    | Rue Saint-Martin n°42                                              |                   | 50° 36′ 15″ nord, 3° 23′ 12″ est | 57081-CLT-0204-01   | Les façades, charpentes et toitures de l'immeuble sis rue Saint-Martin, n°42 (Ancien hôtel des artilleurs) |
| Les façades, charpentes et toitures de l'immeuble sis rue Saint-Martin, n°44 |                                    | Rue Saint-Martin n°44                                              |                   | 50° 36′ 15″ nord, 3° 23′ 11″ est | 57081-CLT-0205-01   | Les façades, charpentes et toitures de l'immeuble sis rue Saint-Martin, n°44 |
| Extension de classement à l'escalier de la maison sise rue Saint-Martin, n°44 |                                    | Rue Saint-Martin n°44                                              |                   | 50° 36′ 14″ nord, 3° 23′ 11″ est | 57081-CLT-0206-01   | Image manquanteTéléverser |
| Les façades, charpentes et toitures de l'immeuble sis rue Saint-Martin, n°46 |                                    | Rue Saint-Martin n°46                                              |                   | 50° 36′ 14″ nord, 3° 23′ 11″ est | 57081-CLT-0207-01   | Les façades, charpentes et toitures de l'immeuble sis rue Saint-Martin, n°46 |
| Les façades, charpentes et toitures de l'immeuble sis rue Saint-Martin, n°48 |                                    | Rue Saint-Martin n°48                                              |                   | 50° 36′ 14″ nord, 3° 23′ 11″ est | 57081-CLT-0208-01   | Les façades, charpentes et toitures de l'immeuble sis rue Saint-Martin, n°48 |
| Façade avec son portail monumental, façades donnant sur la cour intérieure, façade côté jardin ainsi que toutes les charpentes et toitures de l'immeuble sis rue Saint-Jacques, n°41 |                                    | Rue Saint-Jacques n°41                                             |                   | 50° 36′ 35″ nord, 3° 23′ 01″ est | 57081-CLT-0209-01   | Façade avec son portail monumental, façades donnant sur la cour intérieure, façade côté jardin ainsi que toutes les charpentes et toitures de l'immeuble sis rue Saint-Jacques, n°41                                  |
| Les façades, charpentes et toitures de l'immeuble sis rue Saint-Martin, n°54 |                                    | Rue Saint-Martin n°54                                              |                   | 50° 36′ 13″ nord, 3° 23′ 10″ est | 57081-CLT-0210-01   | Les façades, charpentes et toitures de l'immeuble sis rue Saint-Martin, n°54 |
| Les façades, charpentes et toitures de l'immeuble sis rue Saint-Martin, n°56 |                                    | Rue Saint-Martin n°56                                              |                   | 50° 36′ 13″ nord, 3° 23′ 09″ est | 57081-CLT-0211-01   | Les façades, charpentes et toitures de l'immeuble sis rue Saint-Martin, n°56 |
| Les façades, charpentes et toitures de l'immeuble sis rue Saint-Martin, n°58 |                                    | Rue Saint-Martin n°58                                              |                   | 50° 36′ 13″ nord, 3° 23′ 09″ est | 57081-CLT-0212-01   | Les façades, charpentes et toitures de l'immeuble sis rue Saint-Martin, n°58 |
| Les façades, charpentes et toitures de l'immeuble sis rue Saint-Martin, n°60 |                                    | Rue Saint-Martin n°60                                              |                   | 50° 36′ 12″ nord, 3° 23′ 09″ est | 57081-CLT-0213-01   | Les façades, charpentes et toitures de l'immeuble sis rue Saint-Martin, n°60 |
| Les façades, charpentes et toitures de l'immeuble sis rue Saint-Martin, n°50 |                                    | Rue Saint-Martin n°50                                              |                   | 50° 36′ 14″ nord, 3° 23′ 10″ est | 57081-CLT-0214-01   | Les façades, charpentes et toitures de l'immeuble sis rue Saint-Martin, n°50 |
| Maison (façades, toitures et escalier) (M) et son jardin (S). |                                    | Rue des Croisiers n°1                                              |                   | 50° 36′ 19″ nord, 3° 23′ 59″ est | 57081-CLT-0218-01   | Maison (façades, toitures et escalier) (M) et son jardin (S). |
| Maison (façades et toitures, à l'exception de la véranda) |                                    | Rue Roc-Saint-Nicaise n°35                                         |                   | 50° 36′ 18″ nord, 3° 23′ 03″ est | 57081-CLT-0219-01   | Maison (façades et toitures, à l'exception de la véranda) |
| Pont des Trous et une partie des quais le bordant (M) et l'ensemble formé par ce pont et les alentours (S) |                                    | Tournai, quai des Salines                                          |                   | 50° 36′ 46″ nord, 3° 23′ 01″ est | 57081-CLT-0220-01   | Pont des Trous |
| Les façades, charpentes et toitures de l'immeuble sis rue des Chapeliers, n°1, à l'angle de la rue de la Cordonnerie |                                    | Rue des Chapeliers n°1, op de hoek van rue de la Cordonnerie       |                   | 50° 36′ 23″ nord, 3° 23′ 25″ est | 57081-CLT-0221-01   | Les façades, charpentes et toitures de l'immeuble sis rue des Chapeliers, n°1, à l'angle de la rue de la Cordonnerie                                                                                                  |
| Maison (façades et toitures) |                                    | Rue Saints-Jacques n°9                                             |                   | 50° 36′ 33″ nord, 3° 23′ 07″ est | 57081-CLT-0223-01   | Maison (façades et toitures) |
| Maison (façades et toitures) |                                    | Rue de la Cordonnerie n°2                                          |                   | 50° 36′ 24″ nord, 3° 23′ 24″ est | 57081-CLT-0224-01   | Maison (façades et toitures) |
| Tour du château |                                    | Maulde                                                             |                   | 50° 36′ 51″ nord, 3° 33′ 42″ est | 57081-CLT-0225-01   | Tour du château |
| Maison (façade avant et toiture) rue des Augustins, n°s 27-29 |                                    | Rue des Augustins n°s 27-29                                        |                   | 50° 36′ 33″ nord, 3° 22′ 50″ est | 57081-CLT-0226-01   | Maison (façade avant et toiture) rue des Augustins, n°s 27-29 |
| Maison (façades et toitures) |                                    | Rue des Récollets n°s 20-22                                        |                   | 50° 36′ 12″ nord, 3° 23′ 47″ est | 57081-CLT-0230-01   | Maison (façades et toitures) |
| Brasserie Saint-Yves ou Brasserie Carbonnelle : façades, toitures et porche du bâtiment principal sis rue de la Madeleine, n°18 |                                    | Rue de la Madeleine n°18                                           |                   | 50° 36′ 38″ nord, 3° 22′ 56″ est | 57081-CLT-0231-01   | Brasserie Saint-Yves ou Brasserie Carbonnelle : façades, toitures et porche du bâtiment principal sis rue de la Madeleine, n°18                                                                                       |
| Hôtel Crombez (façades, toitures, porche et cour intérieure) |                                    | Rue Saint-Piat n° 3                                                |                   | 50° 36′ 16″ nord, 3° 23′ 35″ est | 57081-CLT-0232-01   | Hôtel Crombez (façades, toitures, porche et cour intérieure) |
| Immeuble (façades, toitures, rampe d'escalier, deux pierres portant des armoiries) |                                    | Rue du Bourdon Saint-Jacques n°16                                  |                   | 50° 36′ 32″ nord, 3° 23′ 09″ est | 57081-CLT-0234-01   | Immeuble (façades, toitures, rampe d'escalier, deux pierres portant des armoiries) |
| La façade à rue et les toitures de l'immeuble sis rue Roc Saint-Nicaise, n° 15 |                                    | Rue Roc Saint-Nicaise n° 15                                        |                   | 50° 36′ 20″ nord, 3° 23′ 01″ est | 57081-CLT-0235-01   | La façade à rue et les toitures de l'immeuble sis rue Roc Saint-Nicaise, n° 15 |
| L'immeuble (façades, charpentes, toiture et salon de gauche, côté rue), rue Saint-Brice, n°51 et l'immeuble (façades, charpentes, toiture, hall, escalier et salon de droite, côté rue), rue Saint-Brice, n°53 |                                    | Rue Saint-Brice, n°51 en 53                                        |                   | 50° 36′ 26″ nord, 3° 23′ 54″ est | 57081-CLT-0237-01   | L'immeuble (façades, charpentes, toiture et salon de gauche, côté rue), rue Saint-Brice, n°51 et l'immeuble (façades, charpentes, toiture, hall, escalier et salon de droite, côté rue), rue Saint-Brice, n°53        |
| Couvent des Clarisses, anciennement Clos des Récollets (façades, toitures et charpentes de l'aile du bâtiment) sis quai Taille-Pierres, n°s 27-27b ainsi que le trottoir longeant la façade vers les quais (M) et établissement d'une zone de protection (ZP) |                                    | quai Taille-Pierres n°s 27-27b                                     |                   | 50° 36′ 08″ nord, 3° 23′ 55″ est | 57081-CLT-0238-01   | Couvent des Clarisses |
| Place Saint-Pierre : |                                    |                                                                    |                   | 50° 36′ 25″ nord, 3° 23′ 25″ est | 57081-CLT-0239-01   | Place Saint-Pierre : |
| Athénée Royal : Façade à rue, charpentes et les toitures de la galerie à arcades ainsi que les façades, les charpentes et les toitures des bâtiments anciens du XVIIe siècle bordant la cour de l'athénée sis rue Duquesnoy + Abrogation de l'arrêté de l'Exécutif du 21 novembre 1983 classant comme monument la façade à rue, les charpentes et les toitures des bâtiments anciens du XVIIe siècle bordant la cour de l'Athénée Royal sis rue Duquesnoy |                                    | Rue Duquesnoy                                                      |                   | 50° 36′ 33″ nord, 3° 23′ 48″ est | 57081-CLT-0257-01   | Athénée Royal |
| Les façades, les charpentes et les toitures de l'immeuble sis quai Marché-aux-Poissons, n°11 à Tournai |                                    | quai Marché-aux-Poissons n°11, Tournai                             |                   | 50° 36′ 27″ nord, 3° 23′ 29″ est | 57081-CLT-0260-01   | Les façades, les charpentes et les toitures de l'immeuble sis quai Marché-aux-Poissons, n°11 à Tournai |
| Les façades, les charpentes et les toitures de l'immeuble sis quai Marché-aux-Poissons n°12 à Tournai |                                    | quai Marché-aux-Poissons n°12, Tournai                             |                   | 50° 36′ 27″ nord, 3° 23′ 29″ est | 57081-CLT-0261-01   | Les façades, les charpentes et les toitures de l'immeuble sis quai Marché-aux-Poissons n°12 à Tournai |
| Les façades, les charpentes et les toitures de l'immeuble sis quai Marché-aux-Poissons n°13 à Tournai |                                    | quai Marché-aux-Poissons n°13, Tournai                             |                   | 50° 36′ 27″ nord, 3° 23′ 30″ est | 57081-CLT-0262-01   | Les façades, les charpentes et les toitures de l'immeuble sis quai Marché-aux-Poissons n°13 à Tournai |
| Les façades, les charpentes et les toitures de l'immeuble sis quai Marché-aux-Poissons n°13 Bis à Tournai |                                    | quai Marché-aux-Poissons n°13 Bis, Tournai                         |                   | 50° 36′ 26″ nord, 3° 23′ 30″ est | 57081-CLT-0263-01   | Les façades, les charpentes et les toitures de l'immeuble sis quai Marché-aux-Poissons n°13 Bis à Tournai |
| Les façades, les charpentes et les toitures de l'immeuble sis quai Marché-aux-Poissons n°14 à Tournai |                                    | quai Marché-aux-Poissons n°14, Tournai                             |                   | 50° 36′ 26″ nord, 3° 23′ 30″ est | 57081-CLT-0264-01   | Les façades, les charpentes et les toitures de l'immeuble sis quai Marché-aux-Poissons n°14 à Tournai |
| Les façades, les charpentes et les toitures de l'immeuble sis quai Marché-aux-Poissons n°15 à Tournai |                                    | quai Marché-aux-Poissons n°15, Tournai                             |                   | 50° 36′ 26″ nord, 3° 23′ 30″ est | 57081-CLT-0265-01   | Les façades, les charpentes et les toitures de l'immeuble sis quai Marché-aux-Poissons n°15 à Tournai |
| Les façades, les charpentes et les toitures de l'immeuble sis quai Marché-aux-Poissons n°16 à Tournai |                                    | quai Marché-aux-Poissons n°16, Tournai                             |                   | 50° 36′ 26″ nord, 3° 23′ 30″ est | 57081-CLT-0266-01   | Les façades, les charpentes et les toitures de l'immeuble sis quai Marché-aux-Poissons n°16 à Tournai |
| Les façades, les charpentes et les toitures de l'immeuble sis quai Marché-aux-Poissons n°17 à Tournai |                                    | quai Marché-aux-Poissons n°17, Tournai                             |                   | 50° 36′ 26″ nord, 3° 23′ 30″ est | 57081-CLT-0267-01   | Les façades, les charpentes et les toitures de l'immeuble sis quai Marché-aux-Poissons n°17 à Tournai |
| Jardin d'hiver (intérieur, portes et toitures), place Crombez n°20 |                                    | Place Crombez n°20                                                 |                   | 50° 36′ 41″ nord, 3° 23′ 49″ est | 57081-CLT-0268-01   | Image manquanteTéléverser |
| Maison de fondations, située rue de Marvis n°31 à Tournai |                                    | Rue de Marvis n°31, Tournai                                        |                   | 50° 36′ 26″ nord, 3° 24′ 01″ est | 57081-CLT-0269-01   | Maison de fondations, située rue de Marvis n°31 à Tournai |
| Maison de fondations, située rue de Marvis n°33 à Tournai |                                    | Rue de Marvis n°33, Tournai                                        |                   | 50° 36′ 26″ nord, 3° 24′ 01″ est | 57081-CLT-0270-01   | Maison de fondations, située rue de Marvis n°33 à Tournai |
| Maison de fondations, située rue de Marvis n°43 à Tournai |                                    | Rue de Marvis n°43, Tournai                                        |                   | 50° 36′ 26″ nord, 3° 24′ 05″ est | 57081-CLT-0271-01   | Maison de fondations, située rue de Marvis n°43 à Tournai |
| Maison de fondations, située rue de Marvis n°45 à Tournai |                                    | Rue de Marvis n°45, Tournai                                        |                   | 50° 36′ 26″ nord, 3° 24′ 05″ est | 57081-CLT-0272-01   | Maison de fondations, située rue de Marvis n°45 à Tournai |
| Maison de fondations, située rue de Marvis n°47 à Tournai |                                    | Rue de Marvis n°47, Tournai                                        |                   | 50° 36′ 25″ nord, 3° 24′ 05″ est | 57081-CLT-0273-01   | Maison de fondations, située rue de Marvis n°47 à Tournai |
| Maison de fondations, située rue de Marvis n°49 à Tournai |                                    | Rue de Marvis n°49, Tournai                                        |                   | 50° 36′ 25″ nord, 3° 24′ 06″ est | 57081-CLT-0274-01   | Maison de fondations, située rue de Marvis n°49 à Tournai |
| Maison de fondations, située rue de Marvis n°51 à Tournai |                                    | Rue de Marvis n°51, Tournai                                        |                   | 50° 36′ 25″ nord, 3° 24′ 06″ est | 57081-CLT-0275-01   | Maison de fondations, située rue de Marvis n°51 à Tournai |
| Maison de fondations, située rue de Marvis n°53 à Tournai |                                    | Rue de Marvis n°53, Tournai                                        |                   | 50° 36′ 25″ nord, 3° 24′ 07″ est | 57081-CLT-0276-01   | Maison de fondations, située rue de Marvis n°53 à Tournai |
| Maison de fondations, située rue de Marvis n°57 à Tournai |                                    | Rue de Marvis n°57, Tournai                                        |                   | 50° 36′ 25″ nord, 3° 24′ 07″ est | 57081-CLT-0277-01   | Maison de fondations, située rue de Marvis n°57 à Tournai |
| Maison de fondations, située rue de Marvis n°59 à Tournai |                                    | Rue de Marvis n°59, Tournai                                        |                   | 50° 36′ 25″ nord, 3° 24′ 07″ est | 57081-CLT-0278-01   | Maison de fondations, située rue de Marvis n°59 à Tournai |
| Maison de fondations, située rue de Marvis n°61 à Tournai | Fin XVIIe                          | Rue de Marvis n°61, Tournai                                        |                   | 50° 36′ 24″ nord, 3° 24′ 08″ est | 57081-CLT-0279-01   | Maison de fondations, située rue de Marvis n°61 à Tournai |
| Maison de fondations, située rue de Marvis n°63 à Tournai | Fin XVIIe                          | Rue de Marvis n°63, Tournai                                        |                   | 50° 36′ 24″ nord, 3° 24′ 08″ est | 57081-CLT-0280-01   | Maison de fondations, située rue de Marvis n°63 à Tournai |
| Maison de fondations, située rue de Marvis n°65 à Tournai | Fin XVIIe                          | Rue de Marvis n°65, Tournai                                        |                   | 50° 36′ 24″ nord, 3° 24′ 08″ est | 57081-CLT-0281-01   | Maison de fondations, située rue de Marvis n°65 à Tournai |
| Maison de fondations, située rue de Marvis n°67 à Tournai | Fin XVIIe                          | Rue de Marvis n°67, Tournai                                        |                   | 50° 36′ 24″ nord, 3° 24′ 08″ est | 57081-CLT-0282-01   | Maison de fondations, située rue de Marvis n°67 à Tournai |
| Maison de fondations, située rue de Marvis n°69 à Tournai |                                    | Rue de Marvis n°69, Tournai                                        |                   | 50° 36′ 24″ nord, 3° 24′ 09″ est | 57081-CLT-0283-01   | Maison de fondations, située rue de Marvis n°69 à Tournai |
| Maison de fondations, située rue de Marvis n°71 à Tournai |                                    | Rue de Marvis n°71, Tournai                                        |                   | 50° 36′ 24″ nord, 3° 24′ 09″ est | 57081-CLT-0284-01   | Maison de fondations, située rue de Marvis n°71 à Tournai |
| Les façades et les toitures de l'immeuble sis rue des Sœurs Noires, n°33 à Tournai |                                    | Rue des Sœurs Noires n°33, Tournai                                 |                   | 50° 36′ 34″ nord, 3° 22′ 57″ est | 57081-CLT-0285-01   | Les façades et les toitures de l'immeuble sis rue des Sœurs Noires, n°33 à Tournai |
| Les façades et les toitures de l'immeuble sis rue des Sœurs Noires, n°35 à Tournai |                                    | Rue des Sœurs Noires n°35, Tournai                                 |                   | 50° 36′ 34″ nord, 3° 22′ 57″ est | 57081-CLT-0286-01   | Les façades et les toitures de l'immeuble sis rue des Sœurs Noires, n°35 à Tournai |
| Les façades et les toitures de l'immeuble sis rue des Sœurs Noires, n°37 à Tournai |                                    | Rue des Sœurs Noires n°37, Tournai                                 |                   | 50° 36′ 34″ nord, 3° 22′ 57″ est | 57081-CLT-0287-01   | Les façades et les toitures de l'immeuble sis rue des Sœurs Noires, n°37 à Tournai |
| Les façades et les toitures de l'immeuble sis rue Saint-Jacques, n°24 |                                    | Rue Saint-Jacques n°24                                             |                   | 50° 36′ 35″ nord, 3° 22′ 58″ est | 57081-CLT-0288-01   | Les façades et les toitures de l'immeuble sis rue Saint-Jacques, n°24 |
| Façades et toitures de la maison sise place de Lille, n°17 à Tournai |                                    | Place de Lille n°17, Tournai                                       |                   | 50° 36′ 23″ nord, 3° 22′ 51″ est | 57081-CLT-0289-01   | Façades et toitures de la maison sise place de Lille, n°17 à Tournai |
| La façade avant et le retour latéral gauche, rue de la Madeleine, n°20 |                                    | Rue de la Madeleine n°20                                           |                   | 50° 36′ 38″ nord, 3° 22′ 56″ est | 57081-CLT-0290-01   | La façade avant et le retour latéral gauche, rue de la Madeleine, n°20 |
| La façade à rue et les toitures de l'immeuble sis rue Roc Saint-Nicaise, n°17 |                                    | Rue Roc Saint-Nicaise n°17                                         |                   | 50° 36′ 19″ nord, 3° 23′ 02″ est | 57081-CLT-0291-01   | La façade à rue et les toitures de l'immeuble sis rue Roc Saint-Nicaise, n°17 |
| La façade à rue et les toitures ainsi que le pignon latéral de l'immeuble sis rue Roc Saint-Nicaise, n°19 |                                    | Rue Roc Saint-Nicaise n°19                                         |                   | 50° 36′ 19″ nord, 3° 23′ 02″ est | 57081-CLT-0292-01   | La façade à rue et les toitures ainsi que le pignon latéral de l'immeuble sis rue Roc Saint-Nicaise, n°19 |

Monuments de Tournai repris dans la liste du patrimoine immobilier exceptionnel de la Région wallonne.
| Objet | Année de construction / Architecte | Adresse                      | Section communale | Coordonnées                      | Numéro d’inventaire | Illustration |
| --- | ---------------------------------- | ---------------------------- | ----------------- | -------------------------------- | ------------------- | --- |
| L'ensemble de la cathédrale Notre-Dame de Tournai à l'exception de l'orgue de chœur (partie instrumentale et buffet) |                                    |                              |                   | 50° 36′ 23″ nord, 3° 23′ 20″ est | 57081-PEX-0001-01   | L'ensemble de la cathédrale Notre-Dame de Tournai à l'exception de l'orgue de chœur (partie instrumentale et buffet) |
| L'ensemble de l'église Saint-Jacques à l'exception de la partie instrumentale de l'orgue                             |                                    |                              |                   | 50° 36′ 32″ nord, 3° 23′ 05″ est | 57081-PEX-0002-01   | L'ensemble de l'église Saint-Jacques à l'exception de la partie instrumentale de l'orgue                             |
| Le beffroi de Tournai                                                                                                |                                    |                              |                   | 50° 36′ 21″ nord, 3° 23′ 17″ est | 57081-PEX-0003-01   | Le beffroi de Tournai                                                                                                |
| La tour d'enceinte dite Tour Henri VIII                                                                              |                                    |                              |                   | 50° 36′ 44″ nord, 3° 23′ 31″ est | 57081-PEX-0004-01   | La tour d'enceinte dite Tour Henri VIII                                                                              |
| La façade avant et les toitures de la maison des Jésuites située rue des Jésuites, n°14                              |                                    | Rue des Jésuites n°14        |                   | 50° 36′ 15″ nord, 3° 23′ 30″ est | 57081-PEX-0005-01   | La façade avant et les toitures de la maison des Jésuites située rue des Jésuites, n°14                              |
| La façade avant et les toitures de la maison des Jésuites située rue des Jésuites, n°12                              |                                    | Rue des Jésuites, n°12       |                   | 50° 36′ 15″ nord, 3° 23′ 30″ est | 57081-PEX-0006-01   | La façade avant et les toitures de la maison des Jésuites située rue des Jésuites, n°12                              |
| La façade avant et les toitures de la maison des Jésuites située rue des Jésuites, n°s 14 b-16                       |                                    | Rue des Jésuites n°s 14 b-16 |                   | 50° 36′ 15″ nord, 3° 23′ 30″ est | 57081-PEX-0007-01   | La façade avant et les toitures de la maison des Jésuites située rue des Jésuites, n°s 14 b-16                       |
| Le musée des Beaux-Arts de l'Enclos Saint-Martin                                                                     |                                    |                              |                   | 50° 36′ 09″ nord, 3° 23′ 08″ est | 57081-PEX-0008-01   | Image manquanteTéléverser                                                                                            |